# Srebrna Góra (Stoszowice)
Srebrna Góra (deutsch Silberberg) ist ein Ort in der Landgemeinde Stoszowice im Powiat Ząbkowicki der Woiwodschaft Niederschlesien in Polen.

## Geographie

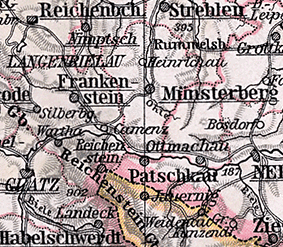
Silberberg südwestlich von Frankenstein, nördlich von Glatz

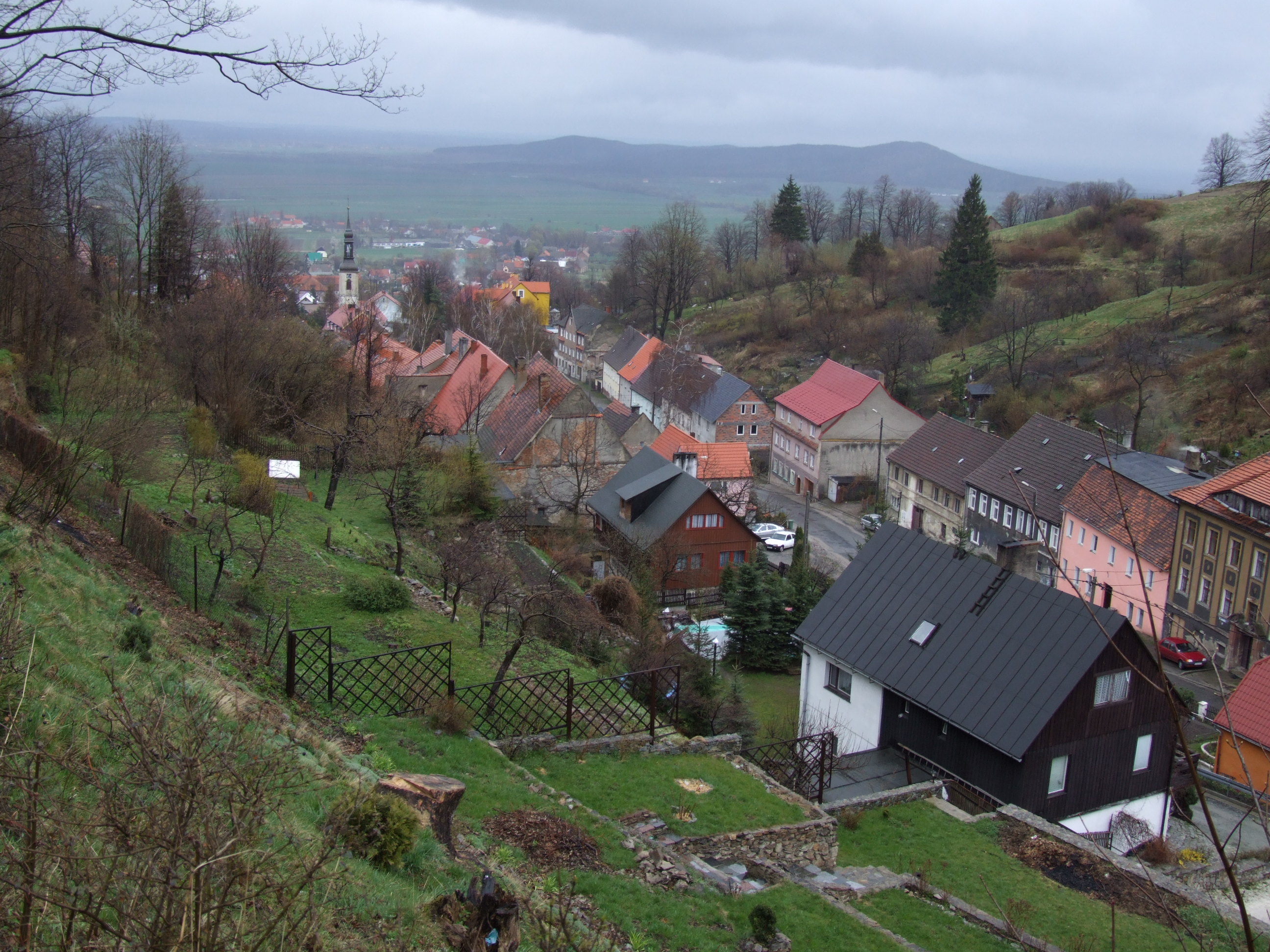
Gesamtansicht

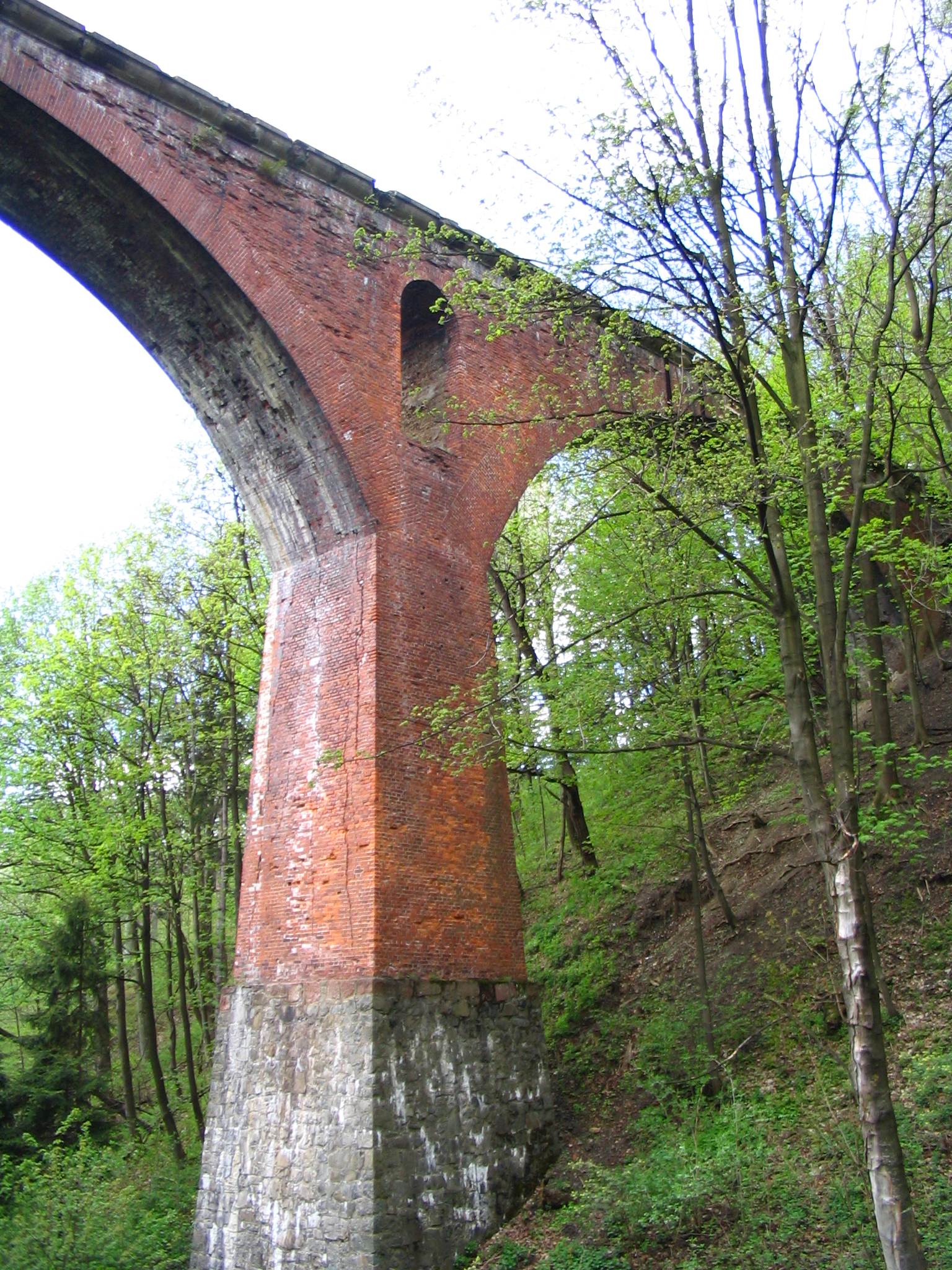
Viadukt der ehemaligen Zahnradbahn.

Srebrna Góra liegt am nördlichen Abhang des Eulengebirges am Übergang zum Warthagebirge (Góry Bardzkie), zwölf Kilometer südwestlich von Ząbkowice Śląskie (Frankenstein). Zwischen den beiden Gebirgen verläuft der Silberberger Pass (Przełęcz Srebrna), über den die Straße von Ząbkowice Śląskie nach Nowa Ruda (Neurode) verläuft. Der Ort zieht sich am Silberberger Wasser über etwa 250 Höhenmeter aufwärts.
Nachbarorte sind Jemna (Raschdorf) im Norden, Budzów im Nordosten, Mikołajów (Niklasdorf) im Südosten, Zdanów (Herzogswalde) und Wilcza im Süden und Nowa Wieś Kłodzka im Südwesten.

## Geschichte
Der bei dem Dorf Schönwalde liegende Silberberg wurde am 24. Oktober 1331 vom Münsterberger Herzog Bolko II. an Kunad von Schönwalde verkauft. Zusammen mit dem Herzogtum Münsterberg gelangte das Gebiet 1336 unter böhmische Lehenshoheit, die Bolko II. im selben Jahr im Vertrag von Straubing anerkannt hatte. Bereits um 1370 gruben am Silberberg Bergleute aus Meißen und Reichenstein nach silberhaltigem Erz.
Erstmals urkundlich erwähnt wurde der Ort Silberberg im Jahr 1417. Wegen der Hussitenkriege wurde der Bergbau unterbrochen und erst 1527 wieder aufgenommen. 1536 verliehen die Münsterberger Herzöge Joachim, Heinrich II., Johann und Georg II., Söhne des Herzogs Karl I. von Münsterberg, Silberberg die Rechte einer Freien Bergstadt. Vier Jahre später erhielt die Stadt ein Wappen.
1581 erwarb der Oberstkämmerer von Böhmen, Wilhelm von Rosenberg, die Grundherrschaft und erwirkte vom böhmischen Landesherrn das Recht der Münzprägung. Nach Wilhelms Tod 1592 gingen dessen Besitzungen an seinen Bruder Peter Wok von Rosenberg über. Er verkaufte Silberberg zusammen mit Reichenstein 1599 an Herzog Joachim Friedrich von Liegnitz-Brieg, wodurch beide Städte aus dem Herzogtum Münsterberg gelöst und mit dem Herzogtum Liegnitz-Brieg verbunden wurden.
Im Dreißigjährigen Krieg errichtete am 1. Juni 1633 Wallenstein sein Heerlager in der Nähe von Silberberg. Die 130 Häuser der Stadt wurden abwechselnd von den Kaiserlichen und den Schweden geplündert und weitgehend zerstört. Bis 1670 war die Stadt wieder aufgebaut. Nach dem Tod des letzten Liegnitzer Piasten Georg Wilhelm 1675 fiel Silberberg wiederum als erledigtes Lehen an die Böhmische Kammer. Anschließend kam es in den Besitz des Klosters Heinrichau, mit dessen Hilfe der nach dem Krieg untergegangene Bergbau wieder aufgenommen wurde. 1713 verlieh Kaiser Karl VI. in seiner Eigenschaft als König von Böhmen die Gewerke an die Brüder Johann Leopold und Gottfried Bernhard von Scharffenberg. Da sie keinen großen wirtschaftlichen Erfolg erzielen konnten, entwickelten sich die Hausweberei und der Tuchhandel.
Nach dem Ersten Schlesischen Krieg fiel Silberberg wie fast ganz Schlesien 1742 an Preußen. In den Vierten Koalitionskrieg plünderten Bayrische Rheinbundtruppen zwischen dem 26. und 30. Juni 1807 die Stadt und brannten sie weitgehend nieder, dagegen konnte die Festung erfolgreich verteidigt werden. Nach der Neugliederung Preußens gehörte Silberberg seit 1815 zur Provinz Schlesien und war ab 1818 dem Kreis Frankenstein eingegliedert, mit dem es bis 1945 verbunden blieb.
Von wirtschaftlicher Bedeutung waren eine Haargarnspinnerei und eine Wolldeckenfabrik sowie die Metallwarenfabrik E. Anders & Söhne, die über drei Generationen bis 1945 in Silberberg produzierte. Nachdem die Festung 1867 geschleift worden war, wurden die Kasernenbauten 1872 von der Uhrenfabrik Fritz Eppner übernommen, die bis 1945 produzierte. Am 1. Juni 1900 erhielt Silberberg Anschluss an die Eulengebirgsbahn und 1908 an die Frankensteiner Kreisbahn, die beide von der Firma Lenz & Co. betrieben wurden. Nachfolgend wurde Silberberg wegen seiner bergigen Landschaft ein beliebtes Ziel für Erholungssuchende und Wintersportler.
Als Folge des Zweiten Weltkriegs wurde Silberberg 1945 wie fast ganz Schlesien unter polnische Verwaltung gestellt. Der Ortsname wurde als Srebrna Góra ins Polnische übersetzt. In der Folgezeit wurde die deutsche Bevölkerung von der örtlichen polnischen Verwaltungsbehörde aus Silberberg vertrieben. Die neu angesiedelten Bewohner waren teilweise Zwangsumgesiedelte aus Ostpolen, das an die Sowjetunion gefallen war. Wegen der geringeren Einwohnerzahl verlor Srebrna Góra nach 1945 die Stadtrechte. 1961 wurden 750 Einwohner gezählt. Von 1975 bis 1998 gehörte Srebrna Góra zur Woiwodschaft Wałbrzych (Waldenburg).

### Festung Silberberg
Nach den Schlesischen Kriegen und dem Frieden von Hubertusburg ordnete der preußische König Friedrich der Große den Bau der Festung Silberberg an. Sie wurde 1775 unter der Leitung von Paul von Gonzenbach oberhalb von Silberberg als Mittelglied zwischen den Festungen Schweidnitz und Glatz errichtet und ab 1778 war sie verteidigungsbereit. In der gleichen Zeit entstand auf halber Höhe die Kasernenoberstadt. Für den Bau zuständig war der preußische Major Ludwig Wilhelm von Regler. Im Krieg mit Frankreich hielten Oberst Bogislaus von Schwerin und Major von Massow die Festung vom 26. Juni bis zum Kriegsende erfolgreich gegen bayrische Rheinbundtruppen.
Von 1834 bis 1837 wurde Fritz Reuter auf der Festung gefangengehalten. Weitere Mithäftlinge Reuters (nach A. Hückstädt: Reuter. Briefe I. Hinstorff, Rostock 2009, S. 526f.) waren:
- seit 1834: Andreas Wilhelm Scheibner, Carl August Bohl, Johann Adolf Döhn, August Wilhelm Braun, Carl Gustav Stahlberg
- seit 1835: Franz Rudolf Wachsmuth, Ferdinand Wuthenow, Wilhelm Wolff
- seit 1836: Gustav Bönninger, Heinrich Wilhelm Schultheiß

Obwohl nach einem Kabinettsbeschluss vom 5. April 1860 die Festung aufgelöst werden sollte, wurde sie 1866 wegen des Deutschen Kriegs nochmals instand gesetzt, aber schon ein Jahr später endgültig geschleift. Die Kasernenbauten übernahm 1872 die Uhrenfabrik Fritz Eppner, die bis 1945 produzierte.

Festung Silberberg
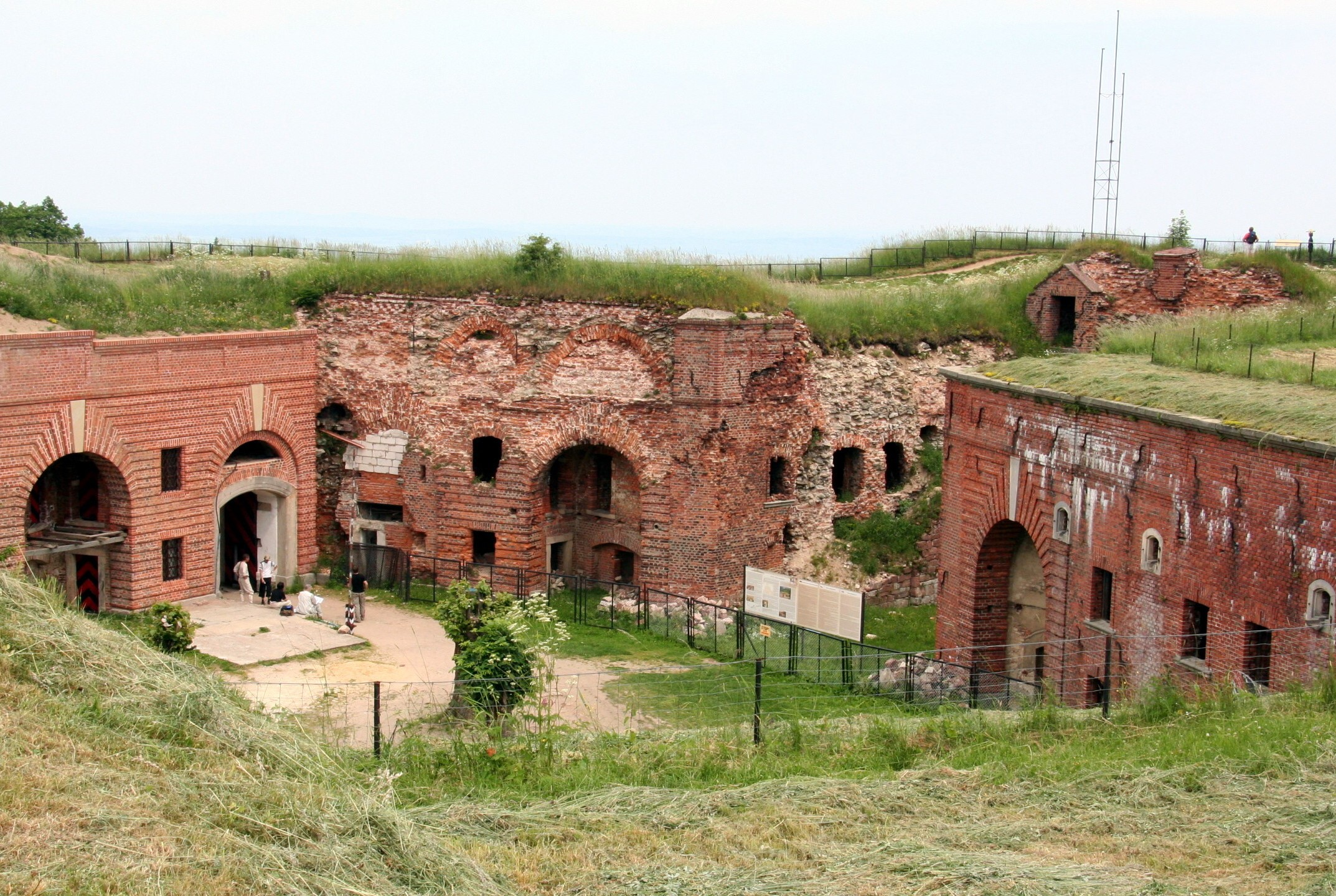
Donjon
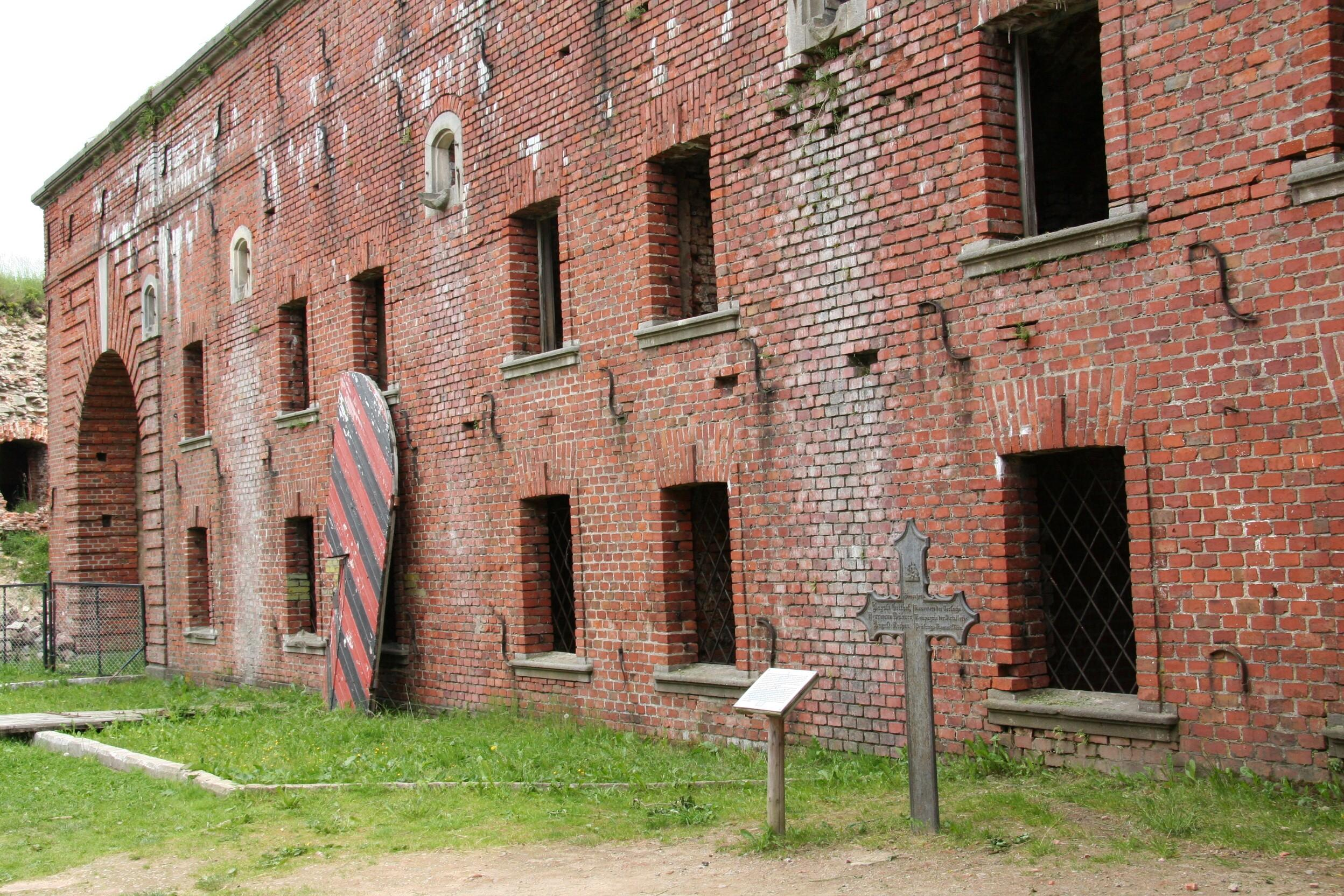
Gebäudekomplex
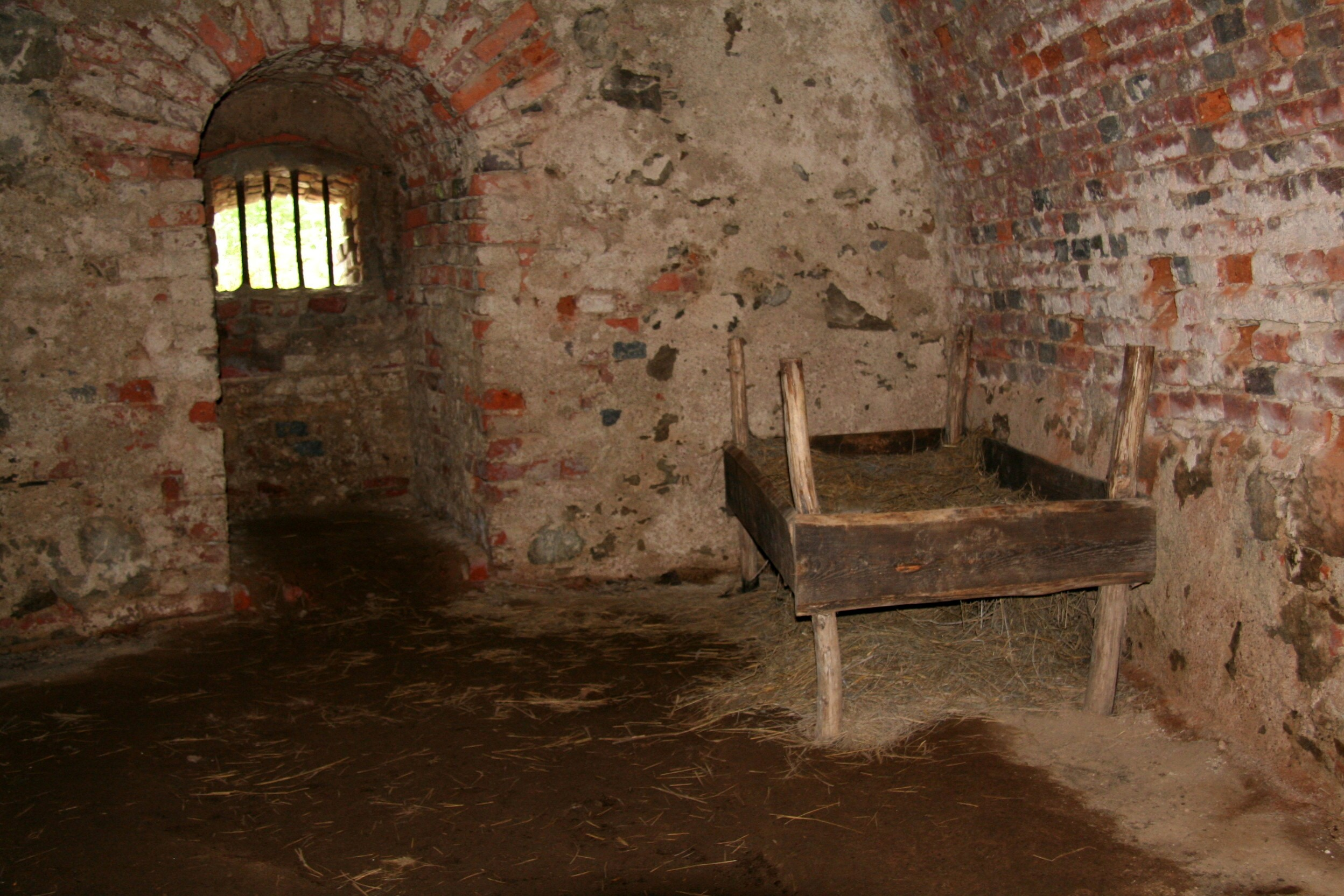
Kasematte

## Sehenswürdigkeiten
- Die römisch-katholische Kirche St. Peter und Paul entstand 1729–1731. Nach einem Brand wurde sie 1807 wiederaufgebaut und im Barockstil gestaltet. Der Hauptaltar enthält ein Gemälde der Hl. Dreifaltigkeit sowie die Statuen des böhmischen Landesheiligen Johannes von Nepomuk und des Johannes Evangelist. Im Chor befinden sich zwei Reliefs mit Ansichten von Silberberg; die Triumphbogenwand enthält ein Wappen der Abtei Heinrichau.
- Das spätbarocke Pfarrhaus entstand um die Mitte des 18. Jahrhunderts.
- Mehrere Bürgerhäuser mit Steinportalen
- Reste der Festung Silberberg

## Einwohnerentwicklung
| Jahr | Einwohner |
| ---- | --------- |
| 1933 | 1243      |
| 1939 | 1155      |
| 1961 | 750       |

## Söhne und Töchter der Stadt
- Zacharias Max Liebhold (1552–1626), Stadtschreiber von Silberberg und Theaterdichter
- Marie Wiegmann (1826–1893), Malerin
- Julius Kindler von Knobloch (1842–1911), Offizier, Hofmarschall und Genealoge